# Creuse (folyó)
A Creuse (okcitánul Cruesa) folyó Franciaország területén, a Vienne jobb oldali mellékfolyója. Creuse megye névadója.

## Földrajzi adatok
A Francia-középhegységben, a Millevaches-fennsíkon, Creuse megyében ered Le Mas-d’Artige-nél 810 m-es tengerszint feletti magasságban. Előbb északnyugatnak, majd nyugatnak, végül ismét északnyugatnak tart. Pussigny-nél torkollik a Vienne-be. Hossza 263,6 km.
Vízgyűjtő területe 10 279 km², átlagos vízhozama 85 m³ másodpercenként.

## Megyék és városok a folyó mentén
- Creuse: Aubusson, Felletin, Crozant, Guéret
- Indre: Argenton-sur-Creuse, Le Blanc
- Indre-et-Loire: Descartes, Yzeures-sur-Creuse
- Vienne: La Roche-Posay

Mellékfolyói a Gartempe, Sédelle és  Petite Creuse.